# Ispeisiepen
Der Ispeisiepen ist ein gut 1,3 Kilometer langer orografisch linker Nebenfluss der Oese im Sauerland. Sein unverrohrter Bereich ist als Biotop unter Schutz gestellt.

## Geographie

### Verlauf
Der Ispeisiepen entspringt etwa 370 Meter nordwestlich des Naturdenkmales Sommerlinde in Oberispei, einer Ortslage des Ortsteils Ispei der Stadt Hemer auf einer Höhe von etwa 400 m ü. NHN in einem Seitental des Stephanopeler Tales am südwestlichen Fuß des Ronsberges und nördlichen Fuß des rund 474 Meter hohen Lohberges an verschiedenen Stellen.
300 Meter nach der Quelle mündet linksseitig auf einer Höhe von 370 m ü. NHN der rund 570 Meter lange Eichlohsiepen. Von der Quelle bis zur ersten geschlossenen Wohnbebauung fließt das Gewässer leicht geschlängelt südöstlich entlang der Straße Ispei durch das schmale Tal. In diesem Bereich ist der Ispeisiepen mit seinen Quellbereichen und seinem naturnahen Bachlauf durch kleine Auenwälder, Kleingehölze und Wiesen als Biotop nach § 30 Bundesnaturschutzgesetz gesetzlich geschützt und im Biotopkataster Nordrhein-Westfalen erfasst. Die letzten rund 260 Meter bis zur Mündung sind verrohrt.
Westlich des Dorfgemeinschaftshauses wird der Ispeisiepen linksseitig vom Heppingser Bach auf einer Höhe von 317 m ü. NHN aufgenommen.
Auf seinem 1,334 km langen Weg überwindet der Ispeisiepen einen Höhenunterschied von 83 Meter, was einem Sohlgefälle von 62,0 ‰ entspricht.

### Einzugsgebiet
Das 1,218 km² große Einzugsgebiet des Ispeisiepen liegt im Niedersauerland und wird durch ihn über die Oese, Hönne, die Ruhr und den Rhein zur Nordsee entwässert.
Der östliche Bereich des Einzugsgebiets ist zum großen Teil bewaldet, im Westen überwiegen die landwirtschaftlichen Nutzflächen.
An Siedlungen liegen im westlichen Teil des Einzugsgebietes das östliche Gebiet des Stadtteils Frönsberg, im Süden der nördliche Bereich der Einzelsiedlung Rohland, in der Mitte Oberispei und im Mündungsbereich der stärker besiedelte Osten von Ispei.
Geologisch wird das Einzugsgebiet von Ton- und Schluffgesteinen des Mitteldevons geprägt, über die sich Braunerde abgelagert hat.

### Zufluss
- Eichlohsiepen (links), 2,7 km